# Oddone de Savoia

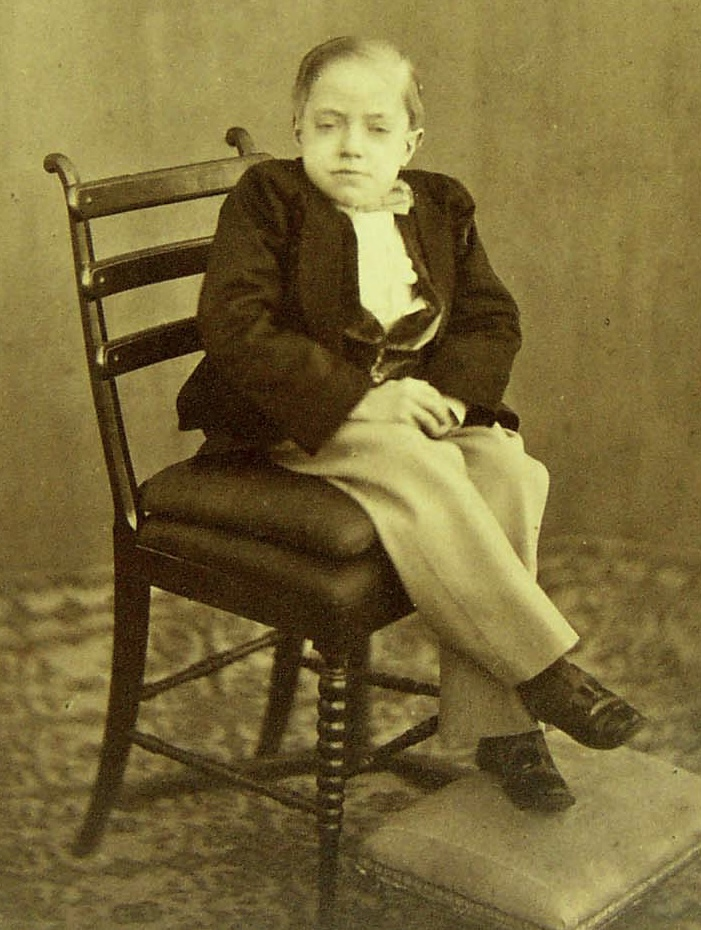
Oddone, duce de Montferrat

Oddone Eugenio Maria, cunoscut și ca prințul Oddone, duce de Montferrat, (n. 11 iulie 1846 - d. 22 ianuarie 1866) a fost un umanist și filantrop italian.
A fost fiul lui Victor Emanuel al II-lea și al Mariei Adelaide de Austria și aparținea Casei de Savoia.
Datorită firii sale bolnăvicioase, a trăit marginalizat.
În timpul scurtei sale vieți, s-a ocupat cu studiul artei și a colecționat opere de artă.
A intrat în contact cu diverși artiști ai epocii, cum ar fi sculptorul Santo Varni, care i-a fost prieten apropiat, Tammar Luxoro și Pasquale Domenico Cambiaso.